# 二面偏波式干渉法
二面偏波式干渉法（にめんへんぱしきかんしょうほう、英: Dual-polarization interferometry、DPI）は、レーザー光のエバネッセント波を利用して、導波路の表面に吸着した分子層を探索する分析手法である。これは、タンパク質やその他の生体分子が機能する際のコンフォメーション変化を測定するために使用される（コンフォメーション活性相関と呼ばれる）。

## 計装
DPIは、レーザー光を2つの導波路に集束させる。これらのうち、1つは露出面を持つセンシング導波路として機能し、もう1つは参照光束を維持するように機能する。2つの導波路を通過した光を合成することで、遠方界に2次元干渉パターンが形成される。DPI技術は、レーザーの偏光を回転させて、導波路の2つの偏光モードを交互に励起するものである。両方の偏光の干渉パターン（インターフェログラム）を測定することで、屈折率（RI）と吸着層の厚さの両方を算出することができる。偏光を高速で切り替えることができるので、流動系中でチップ表面で起こる化学反応をリアルタイムで測定できる。これらの測定値は、分子サイズ（層の厚さから）と折りたたみ密度（RIから）の変化に応じて、発生する分子相互作用に関するコンフォメーション情報を推測するために用いられる。DPIは通常、反応速度、親和性、熱力学の測定と同時に、あらゆるコンフォメーション変化を定量化することにより、生化学的な相互作用の特性を明らかにするために使用される。
この手法は、0.01 nmの寸法分解能で定量的かつリアルタイム（10 Hz）である。

## 用途
2008年、二面偏波式干渉法の新しい応用として、導波路を通過する光の強度が結晶成長の存在下で消滅するものが登場した。これにより、タンパク質の結晶核生成の最も初期の段階を観察できるようになった。後のバージョンの二面偏波式干渉計は、複屈折薄膜の秩序や秩序の乱れを定量化する機能も備えている。これは、たとえば、脂質二重層の形成や膜タンパク質との相互作用を研究するために用いられている。

## 推薦文献
- Cross, GH; Ren, Y; Freeman, NJ (1999). “Young's fringes from vertically integrated slab waveguides: Applications to humidity sensing”. Journal of Applied Physics 86 (11):  6483. Bibcode: 1999JAP....86.6483C. doi:10.1063/1.371712.
- Cross, G (2003). “A new quantitative optical biosensor for protein characterisation”. Biosensors and Bioelectronics 19 (4):  383–90. doi:10.1016/S0956-5663(03)00203-3. PMID 14615097.
- Freeman, NJ; Peel, LL; Swann, MJ; Cross, GH; Reeves, A; Brand, S; Lu, JR (2004). “Real time, high resolution studies of protein adsorption and structure at the solid–liquid interface using dual polarization interferometry”. Journal of Physics: Condensed Matter 16 (26):  S2493–S2496. Bibcode: 2004JPCM...16S2493F. doi:10.1088/0953-8984/16/26/023.
- Khan, TR; Grandin, HM; Mashaghi, A; Textor, M; Reimhult, E; Reviakine, I (2008). “Lipid redistribution in phosphatidylserine-containing vesicles adsorbing on titania.”. Biointerphases 3 (2):  FA90. doi:10.1116/1.2912098. PMID 20408675.